# Chester Beatty I
Chester Beatty I, papirus 45 (wedle numeracji Gregory-Aland), oznaczany symbolem {\displaystyle {\mathfrak {P}}^{45}} – wczesny papirusowy rękopis Nowego Testamentu. Rękopis ma formę kodeksu. Zawiera tekst Ewangelii i Dziejów Apostolskich, z licznymi brakami. Pochodzi z początku III wieku, przechowywany jest w Dublinie (Chester Beatty Library) i Wiedniu.

## Opis
Pierwotnie stanowiło go 55 podwójnych kart (daje to w sumie 220 stron), o wymiarach 25,4 na 20,3 cm, z których zachowało się tylko 28; 2 karty przypadają na Mateusza, Marka – 6, Łukasza – 7, Jana – 2, Dzieje – 13, pisany jedną kolumną na stronę, zazwyczaj po 39 linijek tekstu w kolumnie.
Stosuje staurogram dla dwugłoski ΣΤ w terminach „stauros” oraz „stauroo”. Staurogram stosują też Papirus Bodmer II oraz Papirus Bodmer XIV-XV.
W każdej z ksiąg zmienia się tekstualny charakter kodeksu. Mk najbliższy jest tekstowi cezarejskiemu, Dzieje najbliższe są tekstowi aleksandryjskiemu (kodeksy: Kodeks Synajski, A, B, C), pozostałe księgi przekazują tekst aleksandryjsko-zachodni, który należy usytuować pomiędzy tekstem kodeksów B i D. Co niektórzy – np. Maurice Robinson – w partii tekstu aleksandryjsko-zachodniego dopatrują się nawet pewnych cech bizantyjskiego tekstu. W tej kwestii nie ma zgody wśród krytyków tekstu. Rękopis zaklasyfikowany został do I kategorii Alanda.
Wskazuje się na dwa prawdopodobne miejsca pochodzenia rękopisu, jednym jest Fajum, drugim Afridopolis.
Marek 8,15
των Ηρωδιανων – {\displaystyle {\mathfrak {P}}^{45},} W, Θ, f1, f13, 28, 565, 1365, iti, itk, copsa, arm, geo
Ηρωδου – większość rękopisów